# Kelemér, Borsod-Abaúj-Zemplén
Kelemér este un sat în districtul Putnok, județul Borsod-Abaúj-Zemplén, Ungaria, având o populație de 523 de locuitori (2011). 

## Demografie
Componența etnică a satului Kelemér
     Maghiari (91,9%)
     Romi (7,46%)
     Bulgari (0,64%)
Componența confesională a satului Kelemér
     Reformați (35,95%)
     Romano-catolici (29,83%)
     Fără religie (5,54%)
     Necunoscută (26,77%)
     Alte religii (3,06%)
Conform recensământului din 2011, satul Kelemér avea 523 de locuitori. Din punct de vedere etnic, majoritatea locuitorilor (91,9%) erau maghiari, cu o minoritate de romi (7,46%). Nu există o religie majoritară, locuitorii fiind reformați (35,95%), romano-catolici (29,83%) și persoane fără religie (5,54%). Pentru 26,77% din locuitori nu este cunoscută apartenența confesională.